# Philibertia stipitata
Philibertia stipitata är en oleanderväxtart som beskrevs av Miguel Lillo. Philibertia stipitata ingår i släktet Philibertia och familjen oleanderväxter. Inga underarter finns listade i Catalogue of Life.